# Maciej Kot
Maciej Kot (Limanowa, 9 giugno 1991) è un saltatore con gli sci polacco.

## Biografia
In Coppa del Mondo ha esordito il 10 marzo 2007 a Lahti (7°), ha ottenuto il primo podio il 3 marzo 2012 nella medesima località (3°) e la prima vittoria il 3 dicembre 2016 a Klingenthal.
In carriera ha partecipato a due edizioni dei Giochi olimpici invernali, Soči 2014 (7º nel trampolino normale, 12º nel trampolino lungo, 4º nella gara a squadre) e Pyeongchang 2018 (19º nel trampolino normale, 19º nel trampolino lungo, 3º nella gara a squadre), a tre dei Campionati mondiali, vincendo due medaglie, e a due dei Mondiali di volo (7° nella gara a squadre a Vikersund 2012 il miglior risultato).

## Palmarès

### Olimpiadi
- 1 medaglia:
  - 1 bronzo (gara a squadre a Pyeongchang 2018)

### Mondiali
- 2 medaglie:
  - 1 oro (gara a squadre dal trampolino lungo a Lahti 2017)
  - 1 bronzo (gara a squadre dal trampolino lungo a Val di Fiemme 2013)

### Mondiali juniores
- 3 medaglie:
  - 1 argento (trampolino normale a Štrbské Pleso 2009)
  - 2 bronzi (gara a squadre a Zakopane 2008; gara a squadre a Štrbské Pleso 2009)

### Universiadi
- 3 medaglie:
  - 2 argenti (trampolino normale, trampolino lungo a Erzurum 2011)
  - 1 bronzo (gara a squadre a Erzurum 2011)

### Coppa del Mondo
- Miglior piazzamento in classifica generale: 5º nel 2017
- 20 podi (3 individuali, 17 a squadre):
  - 5 vittorie (2 individuali, 2 a squadre)
  - 9 secondi posti (1 individuale, 8 a squadre)
  - 6 terzi posti (a squadre)

#### Coppa del Mondo - vittorie
| Data             | Località             | Nazione       | Trampolino                                                          |
| ---------------- | -------------------- | ------------- | ------------------------------------------------------------------- |
| 3 dicembre 2016  | Klingenthal          | Germania      | Vogtland Arena HS140 (con Piotr Żyła, Kamil Stoch e Dawid Kubacki)  |
| 28 gennaio 2017  | Willingen            | Germania      | Mühlenkopf HS145 (con Piotr Żyła, Dawid Kubacki e Kamil Stoch)      |
| 11 febbraio 2017 | Sapporo              | Giappone      | Ōkurayama HS134                                                     |
| 16 febbraio 2017 | Pyeongchang Alpensia | Corea del Sud | Alpensia HS109                                                      |
| 27 gennaio 2018  | Zakopane             | Polonia       | Wielka Krokiew HS140 (con Stefan Hula, Dawid Kubacki e Kamil Stoch) |

### Summer Grand Prix
- Vincitore della classifica generale nel 2016
- 21 podi (13 individuali, 9 squadre):
  - 13 vittorie (7 individuali, 6 a squadre)
  - 8 secondi posti (5 individuali, 3 a squadre)
  - 1 terzo posto (1 individuale)

#### Summer Grand Prix - vittorie
| Data              | Località     | Nazione  | Trampolino                                                |
| ----------------- | ------------ | -------- | --------------------------------------------------------- |
| 7 agosto 2010     | Hinterzarten | Germania | HS108 (con Krzysztof Miętus, Adam Małysz e Dawid Kubacki) |
| 21 luglio 2012    | Wisła        | Polonia  | HS134                                                     |
| 30 settembre 2012 | Hinzenbach   | Austria  | HS94                                                      |
| 2 agosto 2012     | Wisła        | Polonia  | HS134 (con Kamil Stoch, Krzysztof Biegun e Dawid Kubacki) |
| 25 luglio 2014    | Wisła        | Polonia  | HS134 (con Kamil Stoch, Piotr Żyła e Dawid Kubacki)       |
| 16 luglio 2016    | Courchevel   | Francia  | HS132                                                     |
| 27 luglio 2016    | Wisła        | Polonia  | HS134                                                     |
| 6 agosto 2016     | Einsiedeln   | Svizzera | HS117                                                     |
| 1 ottobre 2016    | Hinzenbach   | Austria  | HS94                                                      |
| 2 ottobre 2016    | Klingenthal  | Germania | HS140                                                     |
| 14 luglio 2017    | Wisła        | Polonia  | HS134 (con Kamil Stoch, Piotr Żyła e Dawid Kubacki)       |
| 21 luglio 2018    | Wisła        | Polonia  | HS134 (con Kamil Stoch, Piotr Żyła e Dawid Kubacki)       |